# Nalón
     Eo-Navia
     Narcea
     Avilés
     Oviedo
     Gijón
     Oriente
     Nalón
     Caudal

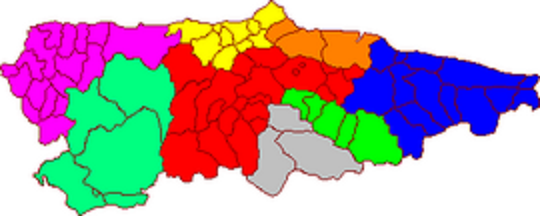
Comarche delle Asturie.
Eo-Navia
Narcea
Avilés
Oviedo
Gijón
Oriente
Nalón
Caudal

La comarca del  Nalón  è una delle otto comarche  delle Asturie.

## Composizione
Si compone di 5 comuni:
- Caso
- Laviana
- Langreo
- San Martín del Rey Aurelio
- Sobrescobio